# Генеральное консульство Германии в Гданьске
Генеральное консульство Федеративной Республики Германия в Гданьске (нем. Generalkonsulat der Bundesrepublik Deutschland in Danzig, пол. Konsulat Generalny Republiki Federalnej Niemiec w Gdańsku) — консульское представительство Германии в Польше, расположенное в Гданьске.

## Структура
- Политический отдел (нем. Politisches Referat)
- Экономический отдел (нем. Wirtschaftsreferat)
- Консульский отдел (нем. Konsularreferat)
- Культурный отдел (нем. Kulturreferat)
- Пресс-отдел (нем. Pressereferat)

## История
Резиденты немецких государственных образований в Гданьске уже действовали с XVII века (например, от Бранденбурга с 1652 года), а консульские учреждения функционировали с 1813 года.

### До Первой мировой войны
- Консульство Баварии на Ankerschmiedegasse 9 (1880—1883);
- Консульство Бремена на Langgasse 50 (1852—1858, 1867—1880, 1883), Kohlenmarkt 11 (1870—1876), Hundegasse 77 (1878—1880);
- Консульство Гамбурга на Heilige-Geist-Gasse 43 (1857—1876), Heilige-Geist-Gasse 78 (1870—1876);
- Генеральное консульство Ганновера на Hundegasse 63 (1813—1831, 1837, 1844, 1858), Wollwebergasse 1996 (1839), Wollwebergasse 209 (1844)[2];
- Консульство Мекленбург-Шверина на Jopengasse 18 (1848—1858, 1867—1905), Heilige-Geist-Gasse 73 (1870—1876), Jopengasse 18 (1878—1905);
- Консульство Ольденбурга на Jopengasse 609 (1843—1905), Neugarten 22 (1867), Brotbänkergasse 6 (1870—1876), Vorstädtischer Graben 41 (1878), Heilige-Geist-Gasse 54 (1880—1884), Heilige-Geist-Gasse 91 (1890), Jäschkentaler Weg 19b (1902—1903), Jäschkentaler Weg 34 (1904—1905);
- Консульство Пруссии на Frauengasse 11 (с 1740—1810)[3];
- Консульство Саксонии на Langgasse 41 (с 1809);

### В 1920—1939 годах
Консульское представительство Германии было создано в 1920 году, в период существования Вольного города Данцига. Консульство располагалось в здании суда по адресу Neuegarten 30-3, другое на Krebsmarkt 7-8 (1922—1925), а также напротив отеля "Danzigerhof" на Dominikswall 3 (1925—1939); последнее задание не сохранилось. В 1922 году консульству был присвоен общий статус.
Резиденция Генерального консула Третьего Рейха была размещена на вилле Макензена (1937—1938).
Также консульство располагалось и в Гдыне на Jana z Kolna 2 (1936—1938), затем на 10 Lutego 24 (1939).

### С 1962 года
После Второй мировой войны возникли два субъекта международного права — ГДР и ФРГ. В 1962 году власти ГДР создали генеральное консульство в Гданьске, расположенное в здании бывшего парусного клуба, построенного до 1933 года (архитектор Альберт Карстен) на Zwycięstwa 23. В 1980—1990 годах в консульстве находилась местная ячейка Оперативной группы варшавского Штази. После падения ГДР в 1990 году здание стало резиденцией генерального консульства Германии.

## Список консулов

### До Первой мировой войны

#### Бавария
- 1880—1883 — Эдуард Лигниц, консул Баварии

#### Бранденбург
- 1652 — Иоахим Кристоффель Бенкендорф, резидент (1605—1652)
- 1667 — Иоганн Штеккель, резидент (—1667)[6][7]
- 1667 — Петер Хендрейх, резидент (—1670)
- 1671—1678 — Иоахим Фридрих Бенкендорф, резидент (—1705)
- 1694—1718 — Адам Богислав Рубах, резидент[8]
- 1743 — Иоганн Адольф фон Вагенфельдт, резидент (1703—1750)

#### Бремен
- 1852—1883 — Мельхиор Фредерик Хебелер, консул

#### Гамбург
- 1857—1876 — Фридрих Готтлиб Рейнхольд, консул (1801—1878)

#### Ганновер
- 1813—1832 — Александр Гибсон II, генеральный консул (1770—1836)
- 1832—1836 — Фрэнсис Маршалл, вице-консул
- 1839—1844 — Генри Роберт Плау, консул (1786—1864)

#### Мекленбург-Шверин
- 1848—1852 — Готтлиб Эдуард Герлах, консул
- 1854—1905 — Герман Теодор Бринкманн, консул (1820—1905)

#### Ольденбург
- 1843—1890 — Фридрих Вильгельм Франциус-младший, консул (1817—1891)
- 1902—1905 — Саломон Маркс, консул (1866—1936)

#### Пруссия
- 1718—1720 — Кристиан Генрих фон Оффенберг, резидент (—1720)[9]
- 1722—1737 — Эвальд Иоахим фон Цицевиц, резидент (1674—1749)
- 1738 — Иоганн Константин Фербер, резидент (1704—1746)
- 1740—1750 — Иоганн фон Вагенфельдт, резидент (1703—1750)
- 1750—1765 — Бениамин Реймер, резидент (1701—1765)
- 1765—1771 — Иоганн Андреас фон Юнк, резидент (1735—1789)
- 1771—1782 — Иоганн Готтлиб Титц, резидент (1749—1820)
- 1782—1793 — Иоганн Кристиан фон Линденовский, резидент (1736—1813)
- 1784 — Карл Фридрих Бейер, комиссар
- 1808—1810 — Ахиллес Родерих Дагоберт, барон Вегесака, резидент (1769—1850)

#### Саксония
- 1697 — Томас Буркхардт, агент
- 1697—1700 — Иоганн Фридрих Беттихер, агент/резидент Саксонии[9]
- 1699—1708 — Давид Шюллер, агент Саксонии (—1732)
- 1708—1726 — Иоганн Якоб Стенцель, корреспондент Саксонии (—1726)
- 1726—1734 — Мартин фон Френсдорф, резидент Саксонии и Польши (1669—1736)
- 1735—1738 — Петер фон Васт, резидент Саксонии и Польши (1689—1754)
- 1738—1750 — Константин фон Унру, резидент Саксонии и Польши (1689—1763)
- 1750—1761 — Антон фон Лойбниц, резидент Саксонии и Польши (1717—1796)
- 1761—1762 — Август Франц фон Эссен, резидент Саксонии (1724—1792)
- 1809 — Адольф Вильгельм фон Данкельман, резидент Саксонии[10]
- 1809—1810 — Якоб Кабрун, резидент Саксонии и Варшавского герцогства (1759—1814)
- 1810—1812 — Густав Адольф Вильгельм фон Хельбиг, резидент Саксонии и Варшавского герцогства (1757—1813)
- 1821—1828 — Иоганн Фридрих Тауберт, торговый агент Саксонии[11]

### В 1920—1939 годах
- 1920—1923 — Лотар Ферстер, генеральный консул (1865—1939)
- 1923—1925 — д-р Герберт фон Дирксен, генеральный консул (1882—1955)
- 1925—1933 — барон д-р Эдмунд Фрайхерр фон Терманн, генеральный консул (1884—1951)
- 1933—1936 — ротмистр Отто фон Радовиц, генеральный консул (1880—1941)
- 1936—1938 — д-р Эрих фон Луквальд, генеральный консул (1884—1969)
- 1938—1939 — Мартин фон Янсон, генеральный консул (1887—1945)

### В 1962—1989 годах (ГДР)
- 1962—1965 — Вернер Стэйк (1910—1985)
- 1966—1972 — Герман Аккерманн
- 1973 — Хайнц Фишер
- 1976—1980 — Пол Керн
- 1982—1983 — д-р Вольфганг Хеберштрайт
- 1984—1989 — Герхард Кайзер

### С 1990 года (ФРГ)
- 1990—1992 — д-р Нелли Марианна Ванноу
- 1992—1999 — Доротея Боден
- 1999—2001 — Ролан Фурнс
- 2002—2005 — д-р Детлоф фон Берг
- 2005—2008 — Уте Минке-Кениг
- 2008—2011 — Иоахим Блейкер
- 2011—2014 — Аннет Кляйн
- с 2014 — Корнелия Пипер